# Kanton Oloron-Sainte-Marie-Est
Oloron-Sainte-Marie-Est is een voormalig kanton van het Franse departement Pyrénées-Atlantiques. Het kanton maakte deel uit van het arrondissement Oloron-Sainte-Marie. Het werd opgeheven bij decreet van 25 februari 2014, met uitwerking op 22 maart 2015.

## Gemeenten
Het kanton Oloron-Sainte-Marie-Est omvatte de volgende gemeenten:
- Bidos
- Buziet
- Cardesse
- Escou
- Escout
- Estos
- Eysus
- Goès
- Herrère
- Ledeuix
- Lurbe-Saint-Christau
- Ogeu-les-Bains
- Oloron-Sainte-Marie (deels, hoofdplaats)
- Poey-d'Oloron
- Précilhon
- Saucède
- Verdets